# Score di Alvarado
Con il nome di Score di Alvarado o di punteggio di Alvarado si fa riferimento ad un sistema di punteggio clinico molto utilizzato nella diagnosi di appendicite acuta. Il punteggio nasce dalla necessità di effettuare in tempi rapidi una adeguata diagnosi di appendicite, la quale oltre ad essere una causa frequente di dolore addominale è una patologia assai spesso sfuggente, in particolare nelle fasi iniziali di presentazione. Il punteggio di Alvarado si basa sulla valutazione di 6 parametri clinici e 2 parametri di laboratorio. Il punteggio massimo totale può assommare a 10 punti.

## Storia
Il punteggio venne introdotto nel 1986 con il fine di chiarire la probabilità di appendicite acuta, e deve il nome al suo inventore, Alvarado, che eseguì uno studio retrospettivo su 305 pazienti ospedalizzati con dolore addominale suggestivo di appendicite acuta.

## Il punteggio
| Sintomi                                                       |          |
| ------------------------------------------------------------- | -------- |
| Dolore migrante in fossa iliaca destra (FID)                  | 1 punto  |
| Anoressia                                                     | 1 punto  |
| Nausea e vomito                                               | 1 punto  |
| Segni                                                         |          |
| Dolore alla palpazione in fossa iliaca destra                 | 2 punti  |
| Manovra di Blumberg positiva                                  | 1 punto  |
| Febbre                                                        | 1 punto  |
| Esami di Laboratorio                                          |          |
| Leucocitosi                                                   | 2 punti  |
| Neutrofilia con spostamento a sinistra dello schema di Arneth | 1 punto  |
| Punteggio Totale                                              | 10 punti |

Lo score permette di identificare pazienti con diverse probabilità di appendicite acuta, e conseguentemente di impostare strategie di gestione diversificate. In altre parole è uno strumento utile al chirurgo per decidere un approccio di tipo conservativo, oppure un approccio più aggressivo che include l'intervento chirurgico. L'utilizzo dello score permette di ridurre gli interventi chirurgici evitabili (appendicectomie negative) così come di evitare il ritardo terapeutico (diagnosi tardiva). L'applicazione dello score, oltre ad essere uno strumento semplice, economico, utile ed affidabile, comporta una riduzione della mortalità e morbidità post operatoria.

## Probabilità diagnostica
| Score | Probabilità diagnostica | Terapia                      |
| ----- | ----------------------- | ---------------------------- |
| 0-3   | Improbabile             | Conservativa                 |
| 4-6   | Possibile               | Osservazione Breve Intensiva |
| 7-10  | Molto probabile/Certa   | Intervento chirurgico        |

Uno score di 7-8 indica una elevata probabilità di diagnosi di appendicite acuta. Se lo score raggiunge il valore di 9-10 la diagnosi è praticamente certa.
Al contrario uno score di 1-3 punti determina una bassa probabilità che il dolore addominale riconosca come causa una appendicite acuta.
Per valori di score intermedi (4-6 punti) il paziente dovrebbe essere trattenuto in osservazione in astanteria di Pronto Soccorso per un adeguato periodo di tempo. Sono eventualmente indicati ulteriori approfondimenti diagnostici, come ad esempio l'esecuzione di un'ecografia addominale.

## Score di Alvarado modificato
In alcuni Pronto Soccorso non è sempre facile ottenere, in regime di urgenza, un emocromo con formula leucocitaria, ed in alcuni ospedali la conta dei neutrofili non è sempre una procedura di routine. Questa difficoltà rende problematica la valutazione del secondo punto dello score, inerente agli esami di laboratorio (neutrofilia), che "pesa" nella valutazione globale con il valore di 1 punto. Per tale motivo è stato introdotto uno score modificato di Alvarado, che, anziché la neutrofilia, prende in considerazione la presenza di ulteriori uno o più segni clinici. Lo score modificato si è dimostrato altrettanto valido dello score originale. Di seguito lo score modificato:
| Sintomi                                                                                    |          |
| ------------------------------------------------------------------------------------------ | -------- |
| Dolore migrante in fossa iliaca destra (FID)                                               | 1 punto  |
| Anoressia                                                                                  | 1 punto  |
| Nausea e vomito                                                                            | 1 punto  |
| Segni                                                                                      |          |
| Dolore alla palpazione in fossa iliaca destra                                              | 2 punti  |
| Manovra di Blumberg positiva                                                               | 1 punto  |
| Febbre                                                                                     | 1 punto  |
| Esami di Laboratorio                                                                       |          |
| Leucocitosi                                                                                | 2 punti  |
| Altri segni: segno di Rovsing, test della tosse, dolore alla esplorazione rettale digitale | 1 punto  |
| Punteggio Totale                                                                           | 10 punti |

Allo score di Alvarado,su pazienti che accedono al Pronto Soccorso per sospetto di appendicite acuta, si può utilmente affiancare anche l'ecografia addominale. In uno studio clinico controllato su 302 pazienti con punteggi di Alvarado compresi tra 4 e 8, è stata eseguita una ecografia diagnostica la cui sensibilità e specificità è risultata essere del 94. 7% e dell'88,9%, rispettivamente.